# Bajnóczy József
Vitéz nemes dési Bajnóczy József (Szinérváralja, 1888. február 27. – Pilismarót, 1977. június 12.) magyar királyi vezérezredes, 1941. november 1. és 1944. április 19. között a Honvéd Vezérkar főnökének helyettese.

## Életpályája
Vitéz nemes dési Bajnóczy József 1888. február 27-én született Szinérváralján, kisnemesi református családban. Édesanyja Bremer Mária, nős, 3 gyermek apja.
1919. áprilistól a Tanácsköztársaság, 1919 augusztusa - 1920 májusa között a Honvédelmi Minisztérium katonai megbízottja volt. Prágában, 1923. februárig katonai szakelőadó („rejtett katonai attasé”) a magyar követségen, majd 1923. szeptember és 1924 nyara között Szófiában. 1931. május 1-től 1933. május 1-ig Honvédelmi Minisztérium VI-3. osztály (3. vezérkari főnök) vezető. 1936. május 1-ig Honvédelmi Minisztérium VI-1. osztály (1. vezérkari főnök) vezető, majd 6. vegyes dandár 2., illetve 3. gyalogsági parancsnok, 1937. május 1-től tábornok. 1938. augusztus 1-től törzstiszti tanfolyam-parancsnok. 
1939. augusztus 1-től VI. hadtest parancsnok. 1940. május 1-től altábornagy. 1941. november 1. és 1944. április 19. között a Honvéd Vezérkar főnöke helyettese. 1942. április 1-től vezérezredes, 1942. december 17-től magyar királyi titkos tanácsos. 1944. június 19-ével helyezték nyugállományba. 
A Szombathelyi Ferenc és társai ellen 1944. október 11-12-én lefolytatott per másodrendű vádlottja volt. A Honvédelmi Minisztérium állandó igazolóbizottság 1946. március 28-án igazolta.
Pilismaróton hunyt el 89 évesen, 1977. június 12-én.